# Mydas claripennis
Mydas claripennis är en tvåvingeart som beskrevs av Samuel Wendell Williston  1898. Mydas claripennis ingår i släktet Mydas och familjen Mydidae. Inga underarter finns listade i Catalogue of Life.